# Макиналли, Джим
Джеймс Эдвард Макиналли (англ. James Edward McInally, 19 февраля, 1964, Глазго, Великобритания), более известный как Джим Макиналли (англ. Jim McInally) — шотландский футболист, игравший на позиции полузащитника. По завершении игровой карьеры — футбольный тренер. С 2011 по 2022 годы возглавлял тренерский штаб команды «Питерхед». Выступал, в частности, за клуб «Данди Юнайтед», а также национальную сборную Шотландии. Обладатель Кубка шотландской лиги. Обладатель Кубка Шотландии.

## Клубная карьера
Во взрослом футболе дебютировал в 1982 году выступлениями за команду «Селтика», в которой в течение сезона провёл лишь одну игру чемпионата. Сезон 1983/84 провёл в аренде в «Данди», после чего заключил контракт с английским клубом «Ноттингем Форест», за который сыграл полтора года.
В начале 1986 года стал игроком «Ковентри Сити», однако уже летом того же года руководство английского клуба согласовало трансфер Макиналли и ещё одного шотландца Дэвида Боумена с клубом «Данди Юнайтед», в котором оба футболиста раскрыли свои футбольные таланты и провели лучшие годы игровой карьеры. В частности Макиналли сыграл за эту команду девять сезонов своей игровой карьеры. Большинство времени, проведённого в составе «Данди Юнайтед», был основным игроком команды, почти неизменно выходя в основном составе на позиции опорного полузащитника.
В 1995 году «Данди Юнайтед» потерял место в шотландской Премьер-лиге и отпустил одного из своих лучших игроков, чтобы тот продолжил выступления в элитном дивизионе в составе новичка лиги, клуба «Рейт Роверс». Проведя чуть больше сезона в новом клубе, Макиналли вернулся в «Данди Юнайтед», за который провёл ещё 16 матчей, доведя количество своих игр за эту команду в чемпионатах Шотландии до 300.
С 1997 по 1999 год играл в составе команд клубов «Данди» и «Слайго Роверс».
Завершил профессиональную игровую карьеру в клубе «Ист Файф», за который выступал в 2000 году.

## Выступления за сборные
В 1983 году привлекался к составу молодёжной сборной Шотландии.
В 1987 году дебютировал в официальных матчах в составе национальной сборной Шотландии. В течение карьеры в национальной команде, которая длилась 7 лет, провёл в форме главной команды страны 10 матчей.
В составе сборной был участником чемпионата Европы 1992 года в Швеции.

## Карьера тренера
Начал тренерскую карьеру, ещё продолжая играть на поле, в 1999 году, возглавив на непродолжительное время тренерский штаб клуба «Слайго Роверс» как играющий тренер.
В течение 2004—2011 годов возглавлял команды клубов «Гринок Мортон» и «Ист Стерлингшир», после чего был назначен главным тренером другой шотландской нижнелиговой команды клуба «Питерхед».

## Титулы и достижения
- Обладатель Кубка шотландской лиги (1):

«Селтик»: 1982
- Обладатель Кубка Шотландии (1):

«Данди Юнайтед»: 1993/94